# Bairro Alto

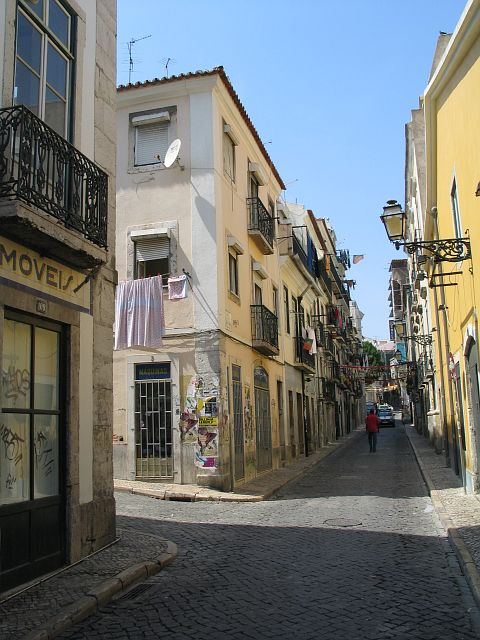
Eine Gasse im Bairro Alto

Der Bairro Alto ['bajʀu aɫtu] (Portugiesisch für: Oberstadt, wörtlich Hohes Viertel) ist ein Stadtteil der portugiesischen Hauptstadt Lissabon, der sich oberhalb des Geschäftsviertels Baixa (Unterstadt) befindet. Das südliche Ende befindet sich am Praça Luís de Camões. Westlich wird es durch die Rua do Século und (nord-)östlich durch die Rua da Misericórdia / Rua Dom Pedro V begrenzt. Das Viertel liegt in der ehemaligen Gemeinde (Freguesia) von Santa Catarina, seit den Zusammenlegungen Lissabonner Stadtgemeinden vor der Gemeindereform 2013 erfolgt die politische Verwaltung des Bairro Alto durch die Junta de Freguesia von Misericórdia.
Das Bairro Alto ist das Kneipenviertel der Stadt. In den engen Gassen reihen sich verschiedenste Bars und Restaurants aneinander. Traditionelle Tascas (Kneipen), in denen Fado für Touristen und Einheimische gespielt wird, schicke neue Clubs und Bars, alte und neue Kneipen. Die Lissaboner gehen gerne und viel aus und starten einen Partyabend gerne im Bairro Alto. Besonders in der Rua do Norte und der Rua da Rosa befinden sich viele kleine Geschäfte und Designerläden für Mode, Accessoires, Musik etc.

## Geschichte und Entwicklung
In der zweiten Hälfte des 15. Jahrhunderts entstanden erste Überlegungen zur Neugestaltung des Gebietes, in Folge der wirtschaftlichen und sozialen Umbrüche und der großangelegten Umgestaltungen der wachsenden Stadt. Zwischen 1499 und 1502 bestimmten dann mehrere Verfügungen des Königs D. Manuel I. den Abriss einiger überstehender Gebäudeteile und die bauliche Erschließung von Brachflächen, Olivenhainen in Hinterhöfen und Gärten. 1513 begannen die konkreten Planungen, die 1514 schließlich Abgrenzungen und Ausgestaltung des heutigen Viertels festlegten. 1927 zählte das Vila Nova de Andrade genannte Viertel bereits 408 neue und alte Gebäude und 1600 Bewohner.
Nach dem Erdbeben von 1531 beschleunigte der Bedarf an Wohnhäusern den Ausbau des Viertels, das bei dem katastrophalen Erdbeben von 1755 dann weitgehend verschont blieb.
War das Viertel lange überwiegend von Handwerkern und einfachen Angestellten bewohnt, so siedelten sich im 19. Jahrhundert die Redaktionen und Druckereien der bedeutendsten Zeitungen der Stadt (u. a. Diário de Notícias und O Século) im Viertel an.
Im Zuge der technischen Entwicklung wurden danach die Papierrollen für den Druck größer, was deren Transport in den engen Gassen erschwerte. Die meisten Zeitungen zogen deshalb in andere Gegenden der Stadt. Heute hat nur noch die Fußballzeitung A Bola ihre Redaktionsräume im Bairro Alto. Mit den Zeitungen kamen viele Intellektuelle ins Viertel. Kleine Cafés und Buchhandlungen, aber auch Prostitution gaben dem Viertel eine aufgeschlossene und lebendige, mondäne Atmosphäre.
Heute zieht es, aufgrund der hohen Mieten bzw. Kosten zum Kauf einer Wohnung, immer mehr wohlhabende, zum großen Teil junge Leute hierher. Unter den von Gentrifizierung bedrohten alten Vierteln Lissabon sind die Alfama und der Bairro Alto besonders betroffen, und immer mehr Bewohner verlassen die Viertel, entweder verdrängt von Immobilienbesitzern und Investoren oder um ihre Wohnungen an Urlauber zu vermieten.
Seit 2010 steht das Viertel insgesamt als Imóvel de Interesse Público unter Denkmalschutz.

## Verkehr
Ein Großteil des Viertels ist für den allgemeinen Autoverkehr gesperrt. Die Zufahrt ist dort nur für Anwohner erlaubt. Zu erreichen ist das Bairro Alto aber mit der Metro (U-Bahnhof Baixa-Chiado), mit der Linie 28E der Eléctrico (Haltestelle Praça Luís de Camões) und mit dem Ascensor da Glória.

## Film
Anlässlich des angenommenen 500. Geburtstags des Bairro Alto erschien 2014 der Dokumentarfilm Alto Bairro des portugiesischen Regisseurs Rui Simões. Er geht der Geschichte und Gegenwart des Viertels nach, teils anhand der erzählten Erinnerungen heutiger Bewohner, teils in Spielszenen und anhand einer fiktiven Geschichte.
Das Viertel war häufig Drehort und Kulisse zahlreicher Filme des Portugiesischen Kinos, aber auch ausländischer Produktionen, die die kleinen Gassen nutzten für in Lissabon spielende Filme.